# 하리라

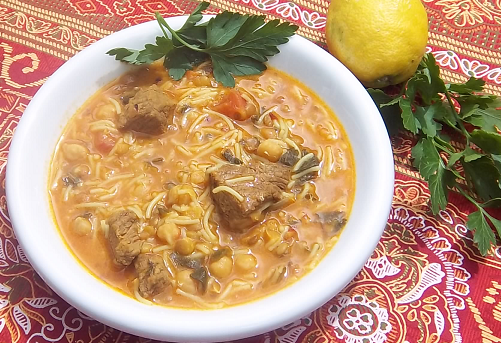

하리라(Harira, 아랍어: الحريرة al-ḥarīra)는 모로코와 알제리에서 준비되는 전통적인 북아프리카 수프이다. 알제리 하리라는 렌즈 콩을 포함하지 않는다는 점에서 모로코 하리라와 다르다. 스타터로 인기가 있지만 가벼운 스낵으로 그 자체로 먹기도 한다. 다양한 변형이 있으며 일년 내내 만들 수 있지만 대부분 라마단 기간에 제공된다.
또한 레몬 주스와 계란을 첨가하여 수프의 풍미를 더하는 마그레비 요리의 일부이기도 하다. 전통적으로 이프타르 식사를 위해 속을 채우는 수프를 먹는 무슬림처럼 유대인들은 욤 키푸르 동안 그것으로 금식을 깬다.

## 원산지
유대인 음식의 역사가 길 막스에 따르면, 하리라는 모로코에서 시작되었다.

## 같이 보기
- 모로코 요리
- 알제리 요리